# Tetrix kraussi
Tetrix kraussi is een rechtvleugelig insect uit de familie doornsprinkhanen (Tetrigidae). De wetenschappelijke naam van deze soort is voor het eerst geldig gepubliceerd in 1888 door Saulcy.
De soort komt in België voor in het uiterste zuiden van het land. Voorheen werd deze populatie beschouwd als ondersoort van het Bosdoorntje.